# Pouteria lucuma
Pouteria lucuma (lucuma) – gatunek rośliny z rodziny sączyńcowatych. Pochodzi z Ameryki Południowej, gdzie rośnie na obszarze od północnej części Chile po Kolumbię i Ekwador. Owoce tej rośliny od dawna są cenione przez ludność tubylczą, o czym świadczą znalezione w miejscach pochówku ceramiki przedstawiające ten owoc. W kulturze Moche wyrabiano ozdoby wyobrażające owoce i warzywa, w tym także owoce tego gatunku.

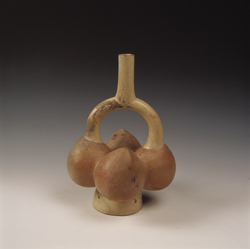
Moche Lucuma 200 r. Larco Museum Collection. Lima, Peru

Europejczycy po raz pierwszy zetknęli się z tym owocem w regionie Chinchasuyu należącym do Imperium Inków w 1531 roku.
Inna nazwa tego owocu to lucmo lub z angielskiego eggfruit, odnosi się ona również do blisko spokrewnionej Pouteria campechiana. Nazwa „eggfruit” nawiązuje do suchego owocu, które w strukturze przypomina ugotowane na twardo żółtko jaja. Miąższ lucumy w smaku przypomina słodkie ziemniaki. Jest to bardzo wartościowy owoc, posiadający wysoki poziom karotenu oraz witamin z grupy B. Kuliste lub jajowate owoce są zielone, z jasnym żółtym często włóknistym miąższem. Rośnie na umiarkowanych wysokościach między 1000 a 2400 metrów.
Pierwotnym zasięgiem występowania tego gatunku był klimat tropikalny, jednak rozpowszechnienie uprawy spowodowało jego rozprzestrzenienie także do stref subtropikalnych. Obecnie gatunek uprawiany jest w Peru, Ekwadorze, Chile, Wietnamie i Laosie z powodzeniem również w strefie podzwrotnikowej między innymi w Kalifornii. W ograniczonym stopniu uprawiane także w Boliwii i Kostaryce.
Do rodzaju Pouteria zalicza się również wysoko cenione Pouteria sapota (mamey), Pouteria caimito (abiu), Pouteria campechiana (canistel) oraz Pouteria viridis (Green Sapote).
Proszek z suszonych owoców stosowany jest jako środek aromatyzujący oraz w produkcji lodów.
Popyt na lucumę w jej rodzimym zasięgu, w Chile i Peru przewyższa popyt na truskawki, czekoladę i wanilię.